# Iecava
Pour les articles homonymes, voir Iecava (homonymie).
Iecava  est une commune dans la Zemgale en Lettonie. Elle est située sur les rives de l'Iecava à 21km de Bauska, 30km de Jelgava et à 45km de Riga. Avec d'autres communes elle fait partie du Iecavas novads dont elle est le centre administratif.
La commune s'est formée près de l'ancien domaine de Lieliecava Groß-Eckau. En 1925, on lui a attribué le statut de localité d'habitation dense (biezi apdzīvota vieta) selon les critères d'appellation d'avant guerre en Lettonie - la catégorie qui à partir de 1936 était officiellement renommé en village. En 1958, on l'a définie comme une commune urbaine.
L'église catholique de Iecava appartient au diocèse de Jelgava. La première pierre a été posée le 27 avril 2003. La construction a commencé la même année sur un projet de l'architecte Aleksandrs Paklons. L'église a été consacrée au Saint Antoine de Padoue le 23 aout 2009 par l’évêque Antons Justs.